# Miquel Costa i Costa
Miquel Costa i Costa (Santa Agnès de Corona, 1962) és un editor i polític eivissenc.
Pertany a una família humil, va començar a treballar de carnisser als 14 anys. A les eleccions municipals espanyoles de 1987 fou escollit regidor de l'ajuntament de Sant Antoni de Portmany pel PSIB-PSOE. El 1991 començà a treballar a l'Editorial Mediterrània d'Eivissa fundada per Marià Mayans Marí, i de la que n'és responsable des de 1996. Sota el seu impuls ha apostar per editar exclusivament en català reculls de literatura popular, estudis de la llengua, geografia i història d'Eivissa i Formentera i obres d'autors eivissencs, reforçant els lligams amb la resta de territoris dels Països Catalans.
En 2011 l'Editorial Mediterrània fou guardonada amb el Premi Ramon Llull del govern de les Illes Balears. En 2015 ell va rebre un dels Premis d'Actuació Cívica de la Fundació Lluís Carulla.